# Erythroxylum elegans
Erythroxylum elegans är en tvåhjärtbladig växtart som beskrevs av H. Baill.. Erythroxylum elegans ingår i släktet Erythroxylum och familjen Erythroxylaceae. Inga underarter finns listade i Catalogue of Life.